# Филимон
Свято́й апо́стол Филимо́н (греч. Φιλήμων) Колосский — апостол от семидесяти, адресат послания к Филимону, богатый и знатный житель города Колоссы, или Хоны (Филим. I). Жил вместе с супругой Апфией и семейством, к которому принадлежал Архипп (вероятно их сын). К христианству обращён был епископом города Колоссы Епафрасом или, вернее, самим апостолом Павлом во время пребывания его в Колоссах, или Ефесе.

## Жизнеописание
Святой Филимон так был предан новой вере, что обратил свой дом в место собрания верующих во Христа, почему Апостол Павел называл его дом домашней церковью. У Филимона путешествующие христиане и особенно проповедники Евангелия находили радушный приём и пристанище.
Супруга его, Апфия, отличалась великим благочестием и гостеприимством. В доме Филимона останавливался апостол Павел при посещении Колосс. Из наименования апостолом Павлом Филимона своим сотрудником («споспешником»), видно, что он немало содействовал к обращению своих сограждан, жителей Колосс в христианство. Павел, вероятно, чрез Епафраса познакомился с Филимоном во время своего долговременного пребывания в Ефесе, а этот город находился вблизи, и нужно думать, что в этом городе он был обращён в христианскую веру.

### Послание Павла к Филимону
Сохранилось одно послание апостола Павла к Филимону. Оно написано во время первых в Риме у апостола Павла. В это время один из рабов Филимона, Онисим, спасаясь от наказания за какой-то проступок (вероятно, за похищение чего-либо из имущества своего господина), бежал из Колосс в Рим и здесь был обращён апостолом Павлом к Христу. Чувствуя свою вину против господина, Онисим, наученный от апостола искать свободы в духе и благочестии, решился возвратиться к Филимону и просил святого Павла принять участие в прощении и примирении его с господином. Снисходя к просьбе Онисима, и желая воспользоваться сим случаем для утверждения в одном (Онисиме) чувства покорности и готовности страдать по заслугам, в другом (Филимоне) — чувства снисхождения и любви, прощающей и врагов, апостол Павел написал Филимону краткое послание, полное отеческой любви и христианского мира, прося господина принять беглого раба не как раба, но выше раба, как брата возлюбленного), как принял бы самого его Павла. Нужна была сила апостольской любви, чтобы решиться не только мирить господина с рабом, но и требовать от него братского приёма человеку, заслужившему по меньшей мере заключения в темницу, и при том рабу, нанесшему имущественный ущерб своему хозяину. С одной стороны, должна быть вера христианина первых веков, чтобы решиться идти с повинною головою к оскорблённому им господину. С другой стороны, нужна была простота христианского незлобия и братской любви, чтобы в беглом рабе принять брата и апостольского духовного сына. Время написания послания к Филимону — 62 или 63 год. Филимон ради апостола Павла простил Онисима и принял его в свой дом, и уже не как раба, а как брата во Христе, возрождённого одним духовным отцом, апостолом Павлом. Из послания не видно, чтобы Филимон в это время был лицом в священном сане, но впоследствии, согласно церковному преданию, он был епископом, по мнению одних, в Колоссах (после Епафраса), а по другим, в городе Газе.

### Мученическая смерть
Он, равно и святая Апфия, были побиты камнями язычников. Место мученической смерти — город Колоссы(?), во время какого-то языческого празднества по приказанию Ефесского градоначальника Артоклиса, в царствование Нерона.

## Память
Память апостола Филимона в православной церкви совершается 19 февраля (3 марта) в високосный год или 19 февраля (4 марта) в невисокосные годы, 22 ноября (5 декабря), вместе со святым Архиппом и 4 (17) января в соборе 70 апостолов.